# Suchy Dąb
Suchy Dąb (niem. Zugdam) – wieś w Polsce położona nad Motławą w województwie pomorskim, w powiecie gdańskim, w gminie Suchy Dąb na obszarze Żuław Gdańskich. Miejscowość jest siedzibą gminy Suchy Dąb, a także
sołectwa, w którego skład wchodzi również miejscowość Kolonia Suchy Dąb. Powierzchnia wsi wynosi 1 344,6 ha.
Wieś należąca do Żuław Steblewskich terytorium miasta Gdańska położona była w drugiej połowie XVI wieku w województwie pomorskim. W latach 1945–1975 miejscowość administracyjnie należała do tzw. dużego województwa gdańskiego, a w latach 1975–1998 do tzw. małego województwa gdańskiego.

## Historia

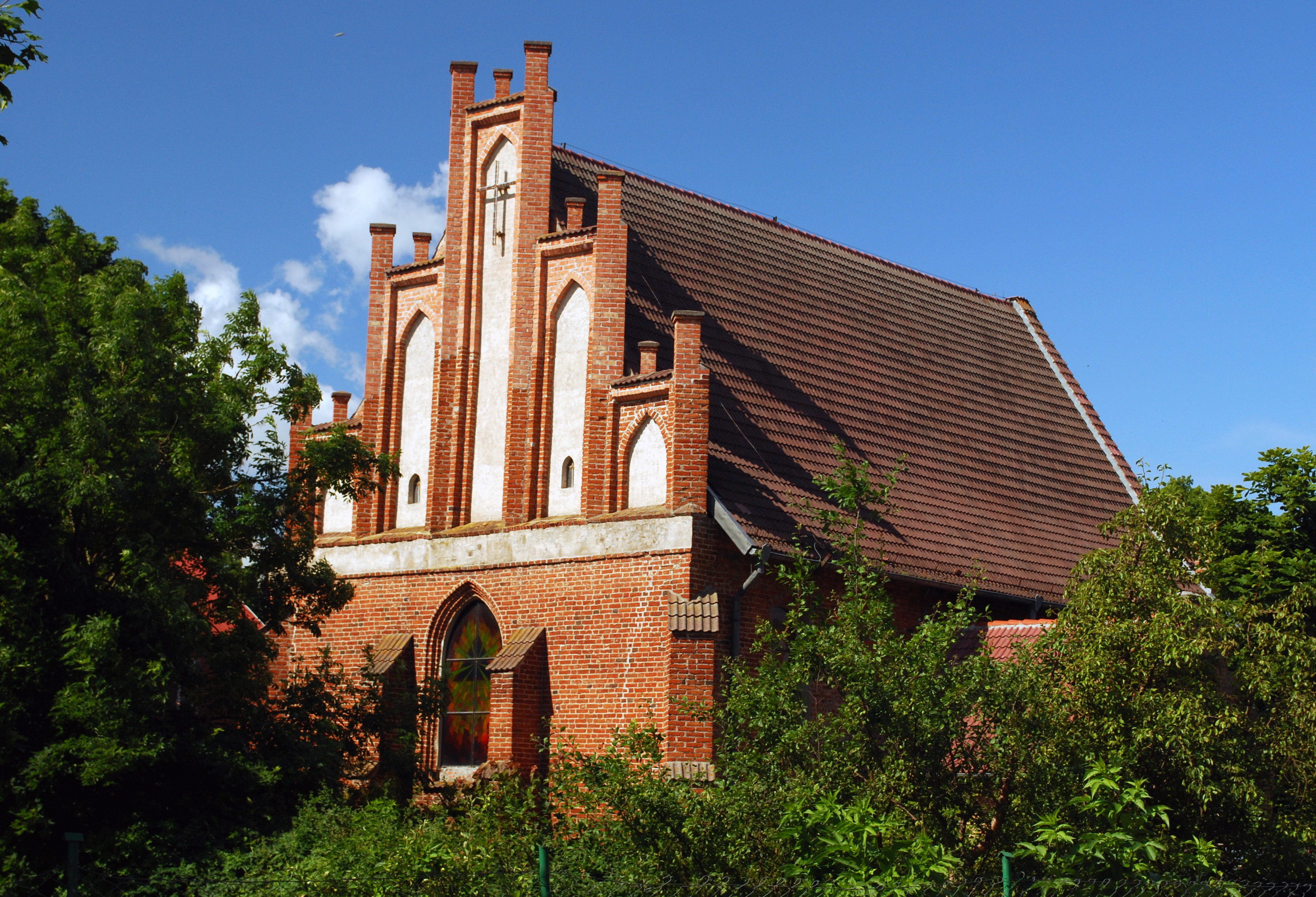
Kościół nad Motławą w Suchym Dębie

Obecna miejscowość Suchy Dąb stanowiła pierwotnie dwie odrębne osady na przeciwległych brzegach Motławy. Na lewym brzegu znajdowało się Ostrowite, wzmiankowane po raz pierwszy 7 września 1215, w XIII wieku własność cystersów w Oliwie, następnie – w latach 1308-1310 Jakuba, kasztelana tczewskiego i Jana, podkomorzego tczewskiego, synów Unisława, podkomorzego gdańskiego, po czym sprzedana przez nich zakonowi krzyżackiemu. Na prawym brzegu znajdował się Suchy Dąb, dla którego w 1340 wystawiono przywilej lokacyjny, którego beneficjentem był Henryk Culmer. Do 1454 obie miejscowości były własnością krzyżacką komturii gdańskiej, po czym na mocy przywileju Kazimierza Jagiellończyka stały się własnością miasta Gdańska. 
Obecnie jest to jedna wieś wzdłuż ulic po obu brzegach Motławy, z kościołem na wzniesieniu nad jej lewym brzegiem. Nazwa Ostrowite została przeniesiona na osadę Ostrowite, położoną na zachód od Suchego Dębu.
Budynek urzędu gminy powstał przed 1945 jako lokalna siedziba NSDAP.
W maju 2014 we wsi otwarto niewielki park o nazwie Plac Dębowy.

## Zabytki
Według rejestru zabytków NID na listę zabytków wpisany jest kościół parafialny pw. św. Anny, XIV, XVIII, 1978, nr rej.: 488 z 30 maja 1972.
Kościół pochodzi z II połowy XIV wieku, posiada schodkowy szczyt zdobiony blendami. Spalony w 1945, został po wojnie odbudowany i obecnie jest siedzibą parafii św. Anny i św. Joachima. Obok kościoła zawieszono dzwon barokowy z drugiej połowy XVIII wieku. W sąsiedztwie kościoła znajduje się plebania z II poł. XVIII wieku z zachowanymi detalami barokowymi (klatka schodowa, stolarka drzwiowa z okuciami i zawiasami).